# Xã Union, Quận Jackson, Arkansas
Xã Union (tiếng Anh: Union Township) là một xã thuộc quận Jackson, tiểu bang Arkansas, Hoa Kỳ. Năm 2010, dân số của xã này là 7.518 người.